# Havars (Alta Garona)
Havars (francès Fabas) és un municipi francès situat al departament de l'Alta Garona i a la regió d'Occitània.